# منتخب المكسيك لهوكي الحقل للسيدات
منتخب المكسيك الوطني لهوكي الحقل للسيدات (بالإسبانية: Selección femenina de hockey sobre pasto de México)‏ هو ممثل المكسيك الرسمي في المنافسات الدولية في هوكي الحقل للسيدات.